# Agrostis paradoxa
Agrostis paradoxa é uma espécie de gramínea do gênero Agrostis, pertencente à família Poaceae.